# Adriano Trescents
Adrià Trescents Ribó, también conocido como HAL (de Hermano Adriano Luis) o simplemente Hermano Adriano (Guisona (Lérida) 27 de diciembre de 1919 - Barcelona, 8 de marzo de 2006), fue un escritor, religioso del Instituto de los Hermanos de las Escuelas Cristianas (hermanos de La Salle) y educador español.

## Biografía
En 1935 se inició como novicio, lo que le comportó, al estallar la guerra civil española, ser internado en el barco prisión Mahón y más tarde reclutado en la «leva del biberón» para luchar en la batalla del Ebro. Hecho prisionero por las tropas franquistas, fue internado en 1939 en el campo de concentración de Orduña hasta al fin del conflicto.
En 1940 fue profesor del colegio La Salle Bonanova de 1949 y, desde 1957, fue catequista entre las zonas más deprimidas de Sants y del Somorrostro. De 1956 en 1965 fue director del colegio La Salle de La Barceloneta y fundador y director (1966-1969) de la escuela Proa en el barrio de San Roque de Badalona (Barcelona), donde se integraban los niños gitanos y los «payos». De 1971 a 1974 fue director del Centro Ramon Albó de protección de menores.
En los años siguientes se dedicó a atender personas dedicadas a la prostitución, en la prisión, afectadas por el sida o la drogadicción. En 1987 recibió el Premi Solidaritat, otorgado por el Instituto de Derechos Humanos de Cataluña y en 1996 la Generalidad de Cataluña le entregó la Cruz de San Jorge en reconocimiento a su tarea. 
Murió de una embolia cuando salía de una visita a los reclusos de la prisión de Lérida. Su última voluntad fue donar su cuerpo a la ciencia.

## Obras
Además de su colaboración periódica con la revista Educar hoy, Adrià publicó en forma de libro algunos de sus diarios, en los que relataba sus experiencias con los marginados de Barcelona, especialmente del barrio del Raval. Sus diario están recopilados en los siguientes libros:
- Con mis hermanos marginados (1986) ISBN 978-84-7221-174-2. Ediciones San Pío X.
- El Educador de calle  (1987) ISBN 8485351665/ISBN 9788485351664. Roselló Impressions. Conjuntamente con Faustino Guerau de Arellano i Tur
- Encuentros con el Dios de los marginados (1987) ISBN 978-84-7221-237-4. Ediciones San Pío X.
- Interrogantes desde los marginados (1989) ISBN 978-84-7221-255-8. Ediciones San Pío X.
- Orando con los marginados (1989) ISBN 978-84-7221-178-0. Ediciones San Pío X.
- Sonrisas de Dios entre los marginados (1990) ISBN 978-84-7221-282-4. Ediciones San Pío X.
- Gracias, Señor : desde la marginación (1993) ISBN 978-84-7221-301-2. Ediciones San Pío X.
- Historias de mi barrio (1993) ISBN 978-84-7221-306-7. Ediciones San Pío X.
- 200 jirones de vida difícil (1995) ISBN 978-84-7239-302-8. Editorial Monte Carmelo.
- En aquel (y en este) tiempo: homilías para esa "pobre gente" (1995) ISBN 978-84-7239-320-2. Editorial Monte Carmelo.
- Hermano Adriano: notas insignificantes en una vida significativa (2006, póstumo) ISBN 978-84-96588-19-6. Ediciones STJ.

Sobre la vida y obra de Adrià se han escrito dos libros:
- Peraire Ferrer, Jacinto (2004). Adriano, el hermano de los marginados. Barcelona: Editorial Claret. pp. 221 pág. ISBN 84-8297-725-3.
- Peraire Ferrer, Jacinto (2000). La otra cara de la Iglesia, dolor y marginación, reto a una credibilidad en crisis. Editorial Claret. ISBN 978-84-8297-452-1.